# Attentats déjoués à Verviers
Les attentats déjoués à Verviers sont une opération des services de sécurité belges visant à démanteler une cellule djihadiste sur le point de commettre des attentats commandités par l'État islamique. Cette intervention se déroule le soir du 15 janvier 2015 à Verviers et débouche sur une fusillade entre les terroristes et la police belge, qui tue deux d'entre eux et en blesse un troisième. 

## Démantèlement de la cellule terroriste

### Déroulé de l'opération

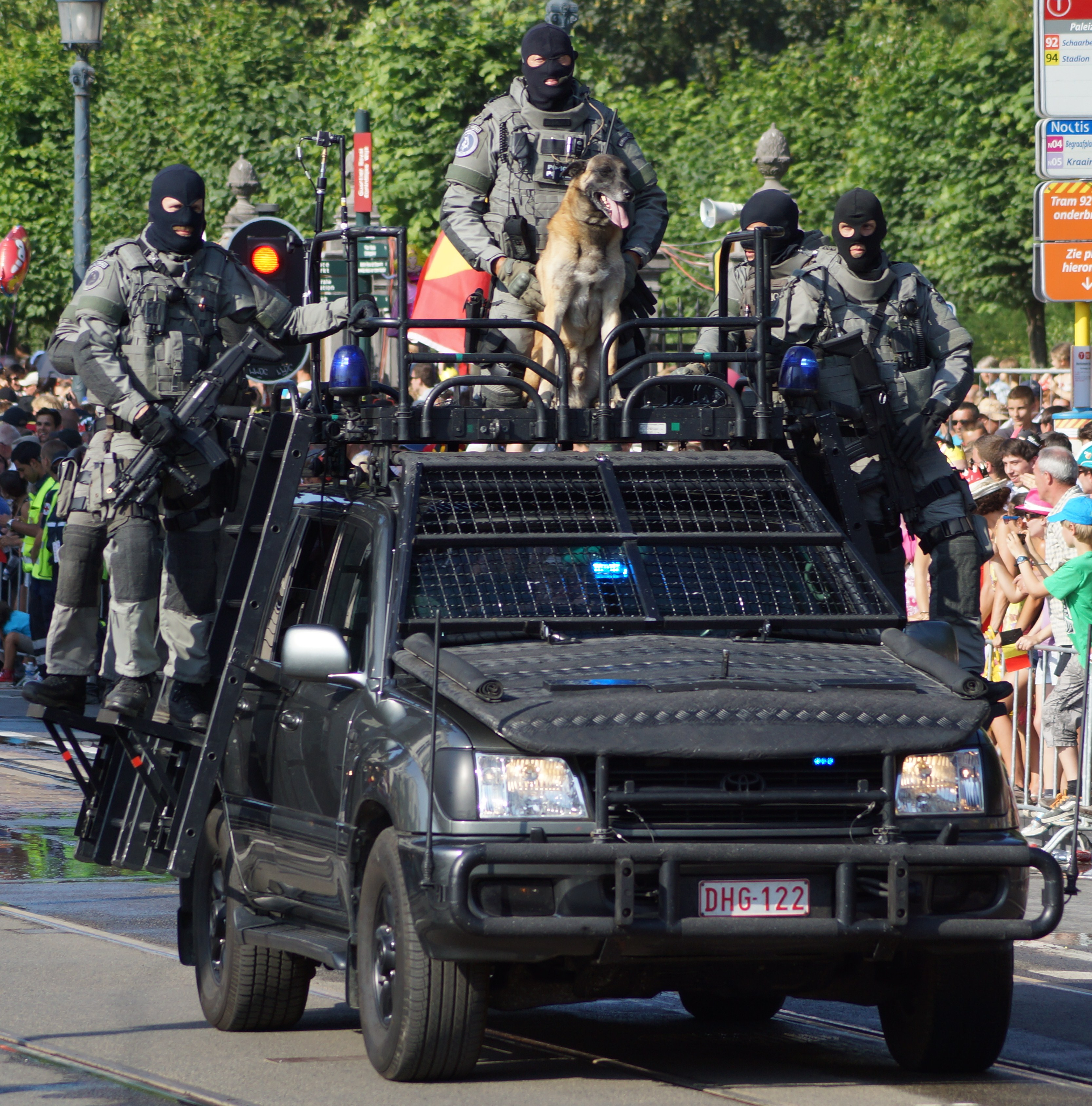
Unité ayant réalisé l'opération.

Le soir du jeudi 15 janvier 2015, vers 17 h 45, les unités spéciales de la police belge, dénommées CGSU, mènent une perquisition offensive à Verviers, rue de la Colline dans une ancienne boulangerie. Elle vise l'arrestation d'une cellule terroriste ayant pour projet de commettre des attentats imminents sur le territoire belge. La cellule est notamment composée de trois djihadistes revenus de Syrie une semaine avant les faits, et mis sur écoute par les services de renseignements belges.
Sur place, les services de police rencontrent une opposition armée. Les terroristes font usage d'armes de guerre ; même au sol, ils continuent à faire feu vers les policiers. À l'issue de l'intervention, deux terroristes sont tués et un troisième est blessé. Aucun policier ou civil n'est blessé.
Des kalachnikovs, du matériel servant à la fabrication d'explosif et des uniformes de policiers sont retrouvés. Des accessoires pour l'utilisation d'une caméra de type GoPro sont retrouvés sur place, ce qui laisse à penser que les auteurs avaient l'intention de filmer leurs attaques. Cela représente un point similaire avec les attaques perpétrées par Mohammed Merah.
Une seconde perquisition est menée le soir même dans la rue du Palais à Verviers, mais celle-ci s'avère négative.
Verviers est notamment considéré comme un "foyer islamiste" belge par la presse du pays.

### Coordination de l'opération
Le raid est opéré par les unités spéciales, dépendant de la police fédérale. La zone de police de Verviers, compétente territorialement, n'est pas avisée des faits. Dix minutes après le début de l'assaut, un commissaire de la police locale descend sur place et coordonne ses équipes locales afin d'appuyer le dispositif mis en place par les unités fédérales. Le bourgmestre descend également sur place.

## Actions simultanées
Ce dossier, mené par le Parquet Fédéral de Belgique, mène à douze autres perquisitions dans les régions de Bruxelles, Verviers et Hal-Vilvorde. Lesquelles permettent l'arrestation de 13 individus, dont 9 uniquement à Molenbeek.

## Attentats prévus
Les attentats déjoués consistaient en une attaque à l'encontre du quartier général de la police fédérale et du commissariat de la police locale de Molenbeek-Saint-Jean. Ceux-ci auraient dû se dérouler le lendemain du démantèlement, soit le vendredi 16 janvier 2015.
Il était également prévu d'enlever une personne influente ou un haut responsable des services de police et de décapiter cette personne.

## Identification des auteurs

### Abdelhamid Abaaoud
Abdelhamid Abaaoud, âgé de 27 ans au moment des faits, est soupçonné d’avoir supervisé la préparation du projet d'attentat de Verviers depuis la Grèce. Il est également le cerveau présumé des attentats de Paris du 13 novembre 2015,. 
Le 29 juillet 2015, il est condamné par défaut à 20 ans de prison dans le cadre de la "filière syrienne belge", concernant l'envoi en Syrie de djihadistes de nationalité belge.
Il est abattu par les services de police français le 18 novembre 2015 lors d'une opération policière à Saint-Denis au nord de Paris.

### Marouan El Bali
Marouan El Bali est considéré comme le commandant de l'opération. Il tente de fuir lors de l'intervention des forces de l'ordre mais est blessé et arrêté.
Lors de l'enquête judiciaire, il explique sa présence sur place, à Verviers, dans le cadre d'un trafic de stupéfiants. Il est placé sous mandat d'arrêt par le juge d'instruction.
En appel, il est condamné à 12 ans de prison pour la tentative d'attentat.

### Sofiane Amghar
Sofiane Amghar, âgé de 26 ans au moment des faits, tire en direction des services de police lors de l'assaut. Il est tué par ces derniers.
Sa famille déclare à la presse avoir averti la police de Molenbeek-Saint-Jean de la radicalisation de l'intéressé. Le 5 juin 2015, sa famille dépose plainte pour meurtre à l'encontre des services de police ayant réalisé l'opération.

### Khalid Ban Larbi
Khalid Ban Larbi, âgé de 23 ans au moment des faits, fait également feu vers les services de police. Il est le second terroriste abattu.
Il est originaire de la commune de Molenbeek-Saint-Jean. Il part en Syrie au mois d'août 2014.
Il est inhumé au cimetière multiconfessionnel de Schaerbeek.

## Conséquences
À la suite de ces faits, l'OCAM relève le niveau de la menace terroriste en Belgique au niveau 3 sur une échelle de 4. À la suite de ces attentats déjoués et de ceux ayant frappé la France en janvier 2015, le gouvernement lance l'opération Vigilant Guardian, c'est alors que les militaires sont déployés dans la rue pour assurer la sécurité de lieux sensibles. Le 9 mars 2015, le niveau redescend à deux avec une vigilance particulière pour la population. Concernant les services de police, c'est en date du 27 octobre 2015 que la menace redescend au niveau 2. À la suite des faits de Paris, le niveau remonte à 3 pour l'ensemble de la population en date du 16 novembre 2015.
En juin 2015, la Ligue des droits de l'homme se pose la question de l'utilité de l'usage mortel d'armes par les unités spéciales de la police, et demande une enquête indépendante.
Du 14 au 19 janvier 2016, l'ensemble des maisons de police de la zone de police de Verviers ferment à titre préventif, de manière à sécuriser l’hôtel de police principal et placer plus de policiers dans la rue.

## Réactions de l'État islamique
Le 27 janvier 2015, l'État islamique publie, sur un compte Twitter, des photos des deux djihadistes tués.
Dans un message vocal, le porte-parole de l'organisation terroriste, Abou Mohammed al-Adnani, rend hommage aux deux djihadistes et menace la Belgique à la suite du déploiement de militaires dans les rues.